# Berjaya Times Square

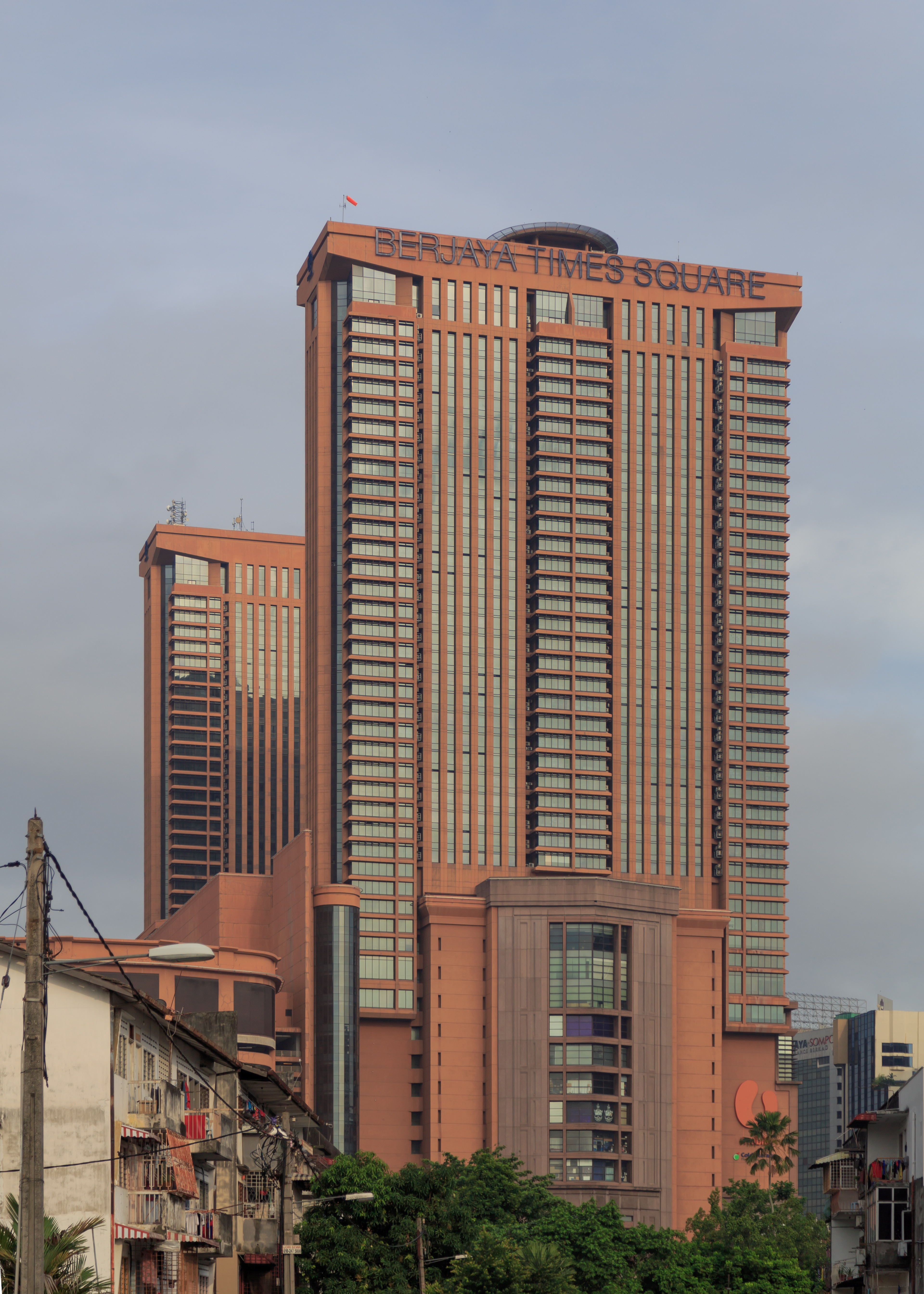
Berjaya Times Square

Berjaya Times Square ist der Name eines riesigen Einkaufszentrums (englisch Megamall) in Kuala Lumpur, Malaysia. Es wurde im Oktober 2003 eröffnet und ist mit dem South China Mall das größte Einkaufszentrum der Welt. Die drei Millionen Besucher monatlich können in 1000 Geschäften einkaufen sowie in über 65 Restaurants speisen. Außerdem beherbergt Berjaya Times Square Asiens größten Indoor-Vergnügungspark sowie Malaysias erstes IMAX-Kino.